# Базыкина, Елизавета Сергеевна
Елизавета Сергеевна Базыкина (род. 30 апреля 2000, Сызрань, Самарская область) — российская актриса театра и кино. Известна в первую очередь благодаря ролям Насти в сериале «Надвое» (2022) и медсестры Наташи в сериале «Слово пацана. Кровь на асфальте» (2023).

## Биография
Елизавета Базыкина родилась в 2000 году в городе Сызрань Самарской области. Училась в общеобразовательной школе № 2, в детской школе искусств. В 2019 году участвовала в кастинге в группу Serebro, причём была включена в топ-30, но не прошла из-за слишком высокого роста (173 сантиметра). В 2019 году Базыкина поступила на актёрский факультет ГИТИС. Играла во МХАТе, с 2022 года состоит в труппе Театра на Бронной.
В 2022 году Базыкина снялась в сериале Валерия Тодоровского «Надвое». Она получила одну из главных ролей — молодой девушки Насти. Тодоровский рассказал об этом в интервью «Известиям»: «Мы устроили кастинг и пробы. В итоге победила Лиза Базыкина, студентка второго курса ГИТИСа. Она сама из города Сызрань. „Надвое“ — ее дебют в кино, и актриса уже снимается с Сашей Петровым, Данилой Козловским и Ирой Старшенбаум. Это лишний пример всем тем, кто пытается нам рассказывать, что в кино попадают по блату. Вот пожалуйста. Лиза просто пришла на пробы и сделала их лучше всех». Рецензент «Кинопоиска» охарактеризовал Базыкину как «талантливую дебютантку», которая вложила в роль «одновременно очарование юности, женскую стервозность и невозможность понять, а чего же ей надо». Другие критики тоже высоко оценили работу актрисы; Базыкина вошла в топ рейтинга «Сериальные открытия 2022 года».
В 2023 году Базыкина сыграла медсестру Наташу в сериале «Слово пацана. Кровь на асфальте». Благодаря экстраординарному успеху этого шоу актрису в СМИ начали причислять к «новым звёздам российского кино».
Базыкина получила роль в сериале «ГДР», который вышел на экраны в 2024 году. Актриса работает ещё и моделью, появляясь на подиуме и на обложках журналов.
В декабре 2023 года создатели сериала «Комбинация» объявили, что Базыкина сыграет одну из солисток группы, Татьяну Иванову.

## Творчество

### Роли в театре
Театр на Бронной
- «Дядя Лёва» (по пьесе Леонида Зорина «Покровские ворота») (реж. К. Богомолов) — Людочка
- «Богатые невесты» (реж. К. Вытоптов) — Валентина Белесова
- «Бэтмен против Брежнева» (реж. С. Денисова) — Лёля
- «Без вины виноватые» (реж. Р. Самгин) — Таиса Ильинишна Шелавина
- «Турандот» (реж. А. Прикотенко) — Адельма
- «Кентервильское привидение» (реж. А. Фроленков) — Миссис Амни
- «Гамлет in Moscow» (реж. К. Богомолов) — Актриса
- «Благоволительницы» (реж. М. Ильинчик) — Проститутка, Доктор, Уна
- «Вероника» (реж. К. Богомолов) — Антонина Монастырская
- «Незнайка» (реж. Е. Лабутина) — Синеглазка, Самоцветик

МХАТ имени М. Горького
- «Некурортный роман» (реж. Э. Бояков) — Маша
- «Лес» (реж. В. Крамер) — Аксюша
- «Царский венец» (реж. В. Клементьев) — Татьяна/Анастасия
- «Лавр» (реж. Э. Бояков) — Анастасия

### Фильмография
| Год  |   | Название                        | Роль            |
| ---- | - | ------------------------------- | --------------- |
| 2022 | с | Надвое                          | Настя           |
| 2023 | с | Слово пацана. Кровь на асфальте | Наташа Рудакова |
| 2024 | с | ГДР                             | Лиза Покровская |
| 2024 | с | Комбинация                      | Татьяна Иванова |